# Монте-Сан-Джованни-ин-Сабина
Монте-Сан-Джованни-ин-Сабина (итал. Monte San Giovanni in Sabina) — коммуна в Италии, располагается в регионе Лацио, в провинции Риети.
Население составляет 765 человек (2008 г.), плотность населения составляет 25 чел./км². Занимает площадь 31 км². Почтовый индекс — 2040. Телефонный код — 0765.
Покровителем города почитается святой апостол и евангелист Иоанн Богослов, празднование 27 декабря.

## Демография
Динамика населения:

## Администрация коммуны
- Официальный сайт: http://www.comune.montesangiovanniinsabina.ri.it/